# برينت سانت دينيس
برينت سانت دينيس هو سياسي كندي، ولد في 27 مايو 1950 في كندا. حزبياً، نشط في الحزب الليبرالي الكندي. وقد انتخب عضو مجلس العموم الكندي.